# Неосаланкс
Неосаланкс (Neosalanx) — рід корюшкоподібних риб родини Саланксові (Salangidae). Представники роду мешкають у прісних водоймах Східної Азії.

## Види
У роді описано 10 видів:
- Neosalanx anderssoni (Rendahl, 1923)
- Neosalanx argentea (S. Y. Lin, 1932)
- Neosalanx brevirostris (Pellegrin, 1923)
- Neosalanx hubbsi Wakiya & N. Takahashi, 1937
- Neosalanx jordani Wakiya & N. Takahashi, 1937
- Neosalanx oligodontis N. S. Chen, 1956
- Neosalanx pseudotaihuensis Y. L. Zhang, 1987
- Neosalanx reganius Wakiya & N. Takahashi, 1937
- Neosalanx taihuensis N. S. Chen, 1956
- Neosalanx tangkahkeii (H. W. Wu, 1931)